# Каннеро-Ривьера
Каннеро-Ривьера (итал. Cannero Riviera) — коммуна в Италии, располагается в регионе Пьемонт, в провинции Вербано-Кузьо-Оссола.
Население составляет 910 человека (30-6-2019), плотность населения составляет 63,11 чел./км². Занимает площадь 14,42 км². Почтовый индекс — 28021. Телефонный код — 0323.
Покровительницей коммуны почитается Пресвятая Богородица, празднование во второй понедельник июля.

## Демография
Динамика населения:

## Администрация коммуны
- Официальный сайт: http://www.comune.canneroriviera.vb.it/

## Примечание
1. ↑  Statistiche demografiche ISTAT. demo.istat.it. Дата обращения: 11 декабря 2019. Архивировано из оригинала 24 июля 2019 года.